# Borghetto di Borbera
Borghetto di Borbera (piemontesisch Borghet Borbaja, ligurisch o Borgheto, im lokalen ligurischen Dialekt: Burghètu Burbàia) ist eine Gemeinde in der italienischen Provinz Alessandria (AL), Region Piemont.

## Lage und Einwohner
Der Ort befindet sich im Borbera-Tal (Val Borbera) und liegt auf einer Höhe von 295 m über dem Meeresspiegel im Untertal. Das Gemeindegebiet umfasst eine Fläche von 39,61 km² und hat 1916 (Stand 31. Dezember 2023) Einwohner. Die Gemeinde besteht aus den Fraktionen (Ortsteilen) Castel Ratti, Cerreto di Molo, Cerreto Ratti, Fighetto, Leigozze, Liveto, Molo Borbera, Monteggio, Persi, Rivarossa, Sorli und Torre Ratti.
Die Nachbargemeinden sind Cantalupo Ligure, Dernice, Garbagna, Grondona, Roccaforte Ligure, Sardigliano, Stazzano und Vignole Borbera.

## Architektur
Im Dorf befinden sich noch ein mittelalterliches Tor und einer von vier Türmen der alten Burg, die vor langer Zeit in das Flussbett einstürzte. In dem benachbarten Ort Torre Ratti ist noch ein gut erhaltenes Schloss aus dem 15., 16. und 17. Jahrhundert zu sehen. Das neue Rathaus ist einer der ersten italienischen Bauten aus Stahlbeton vom Anfang des 20. Jahrhunderts.

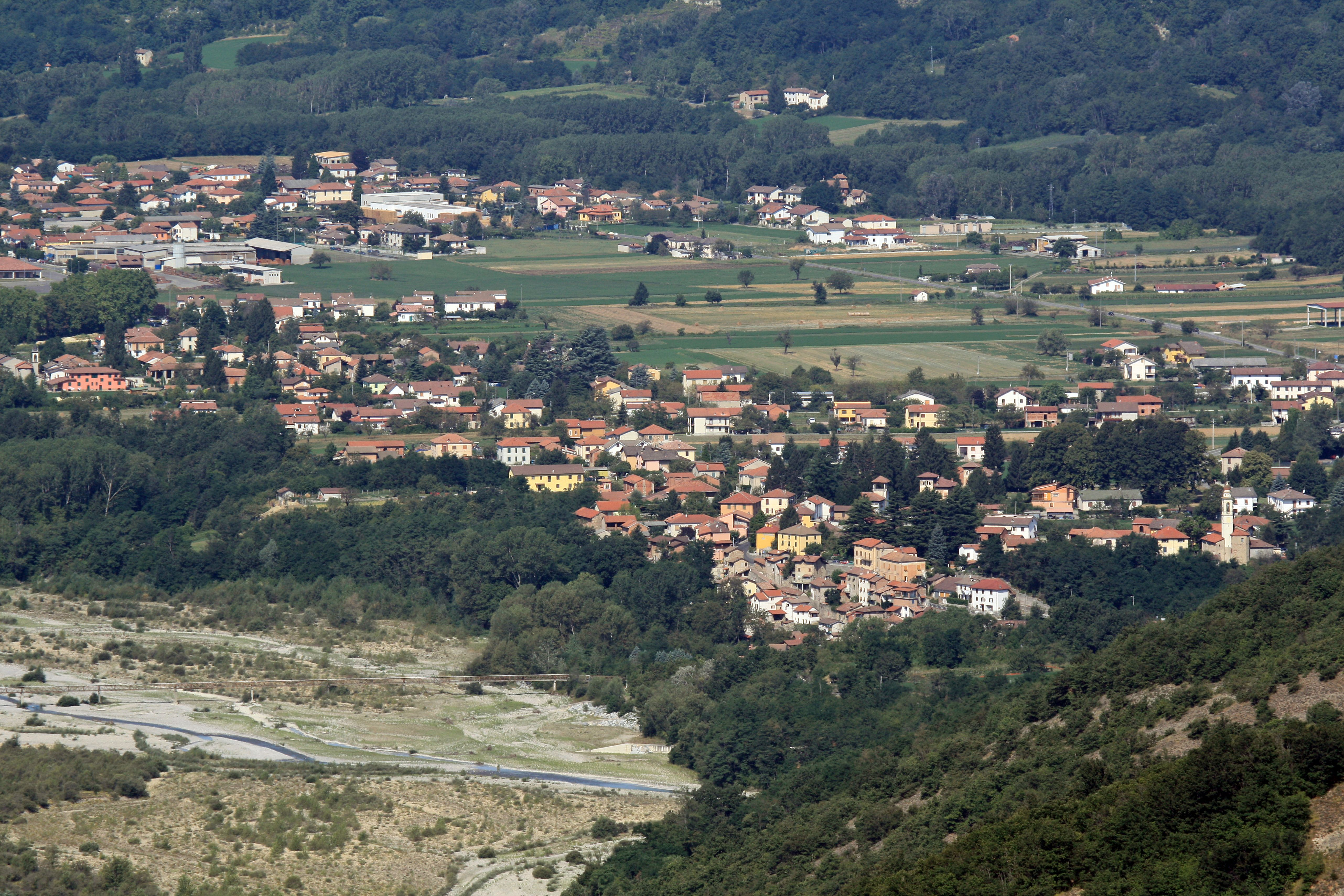
Persi und Torre, Ortsteile von Borghetto
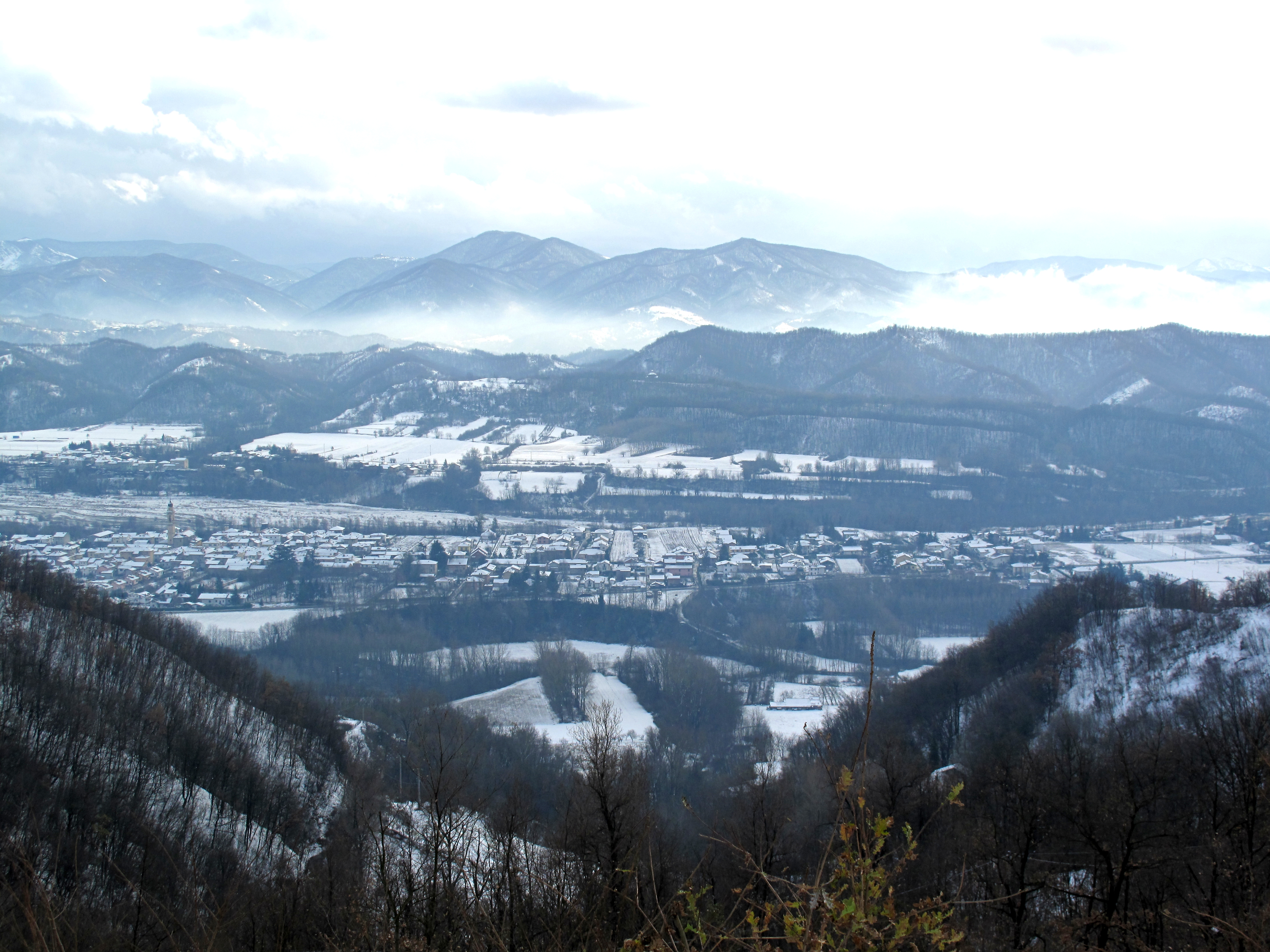
Das verschneite Dorf im Tal
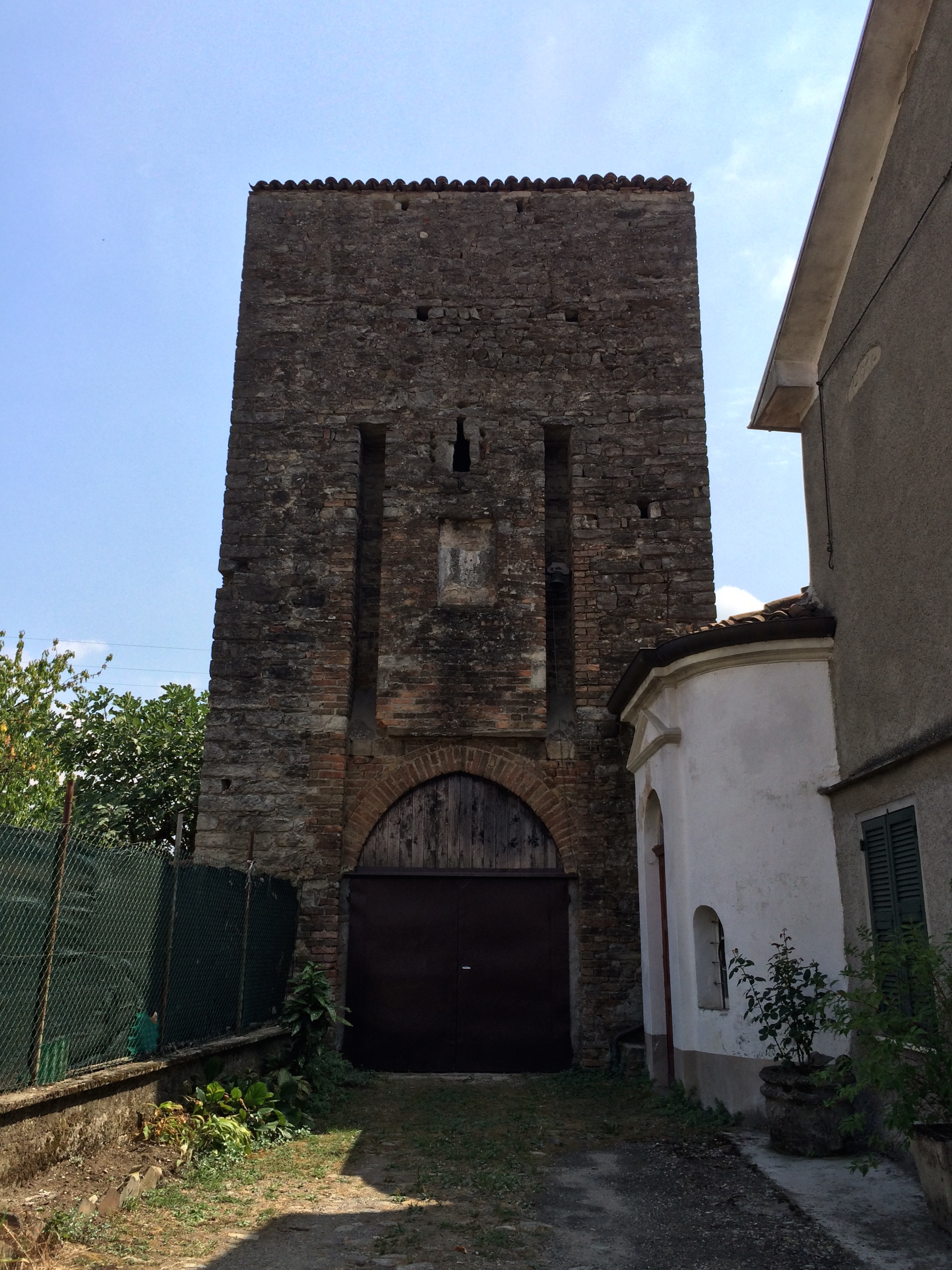
Das mittelalterliche Tor
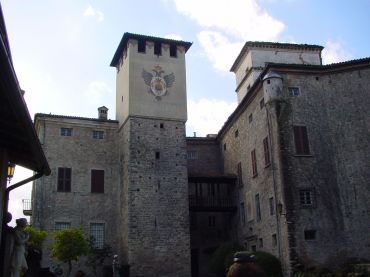
Das Schloss in Torre Ratti
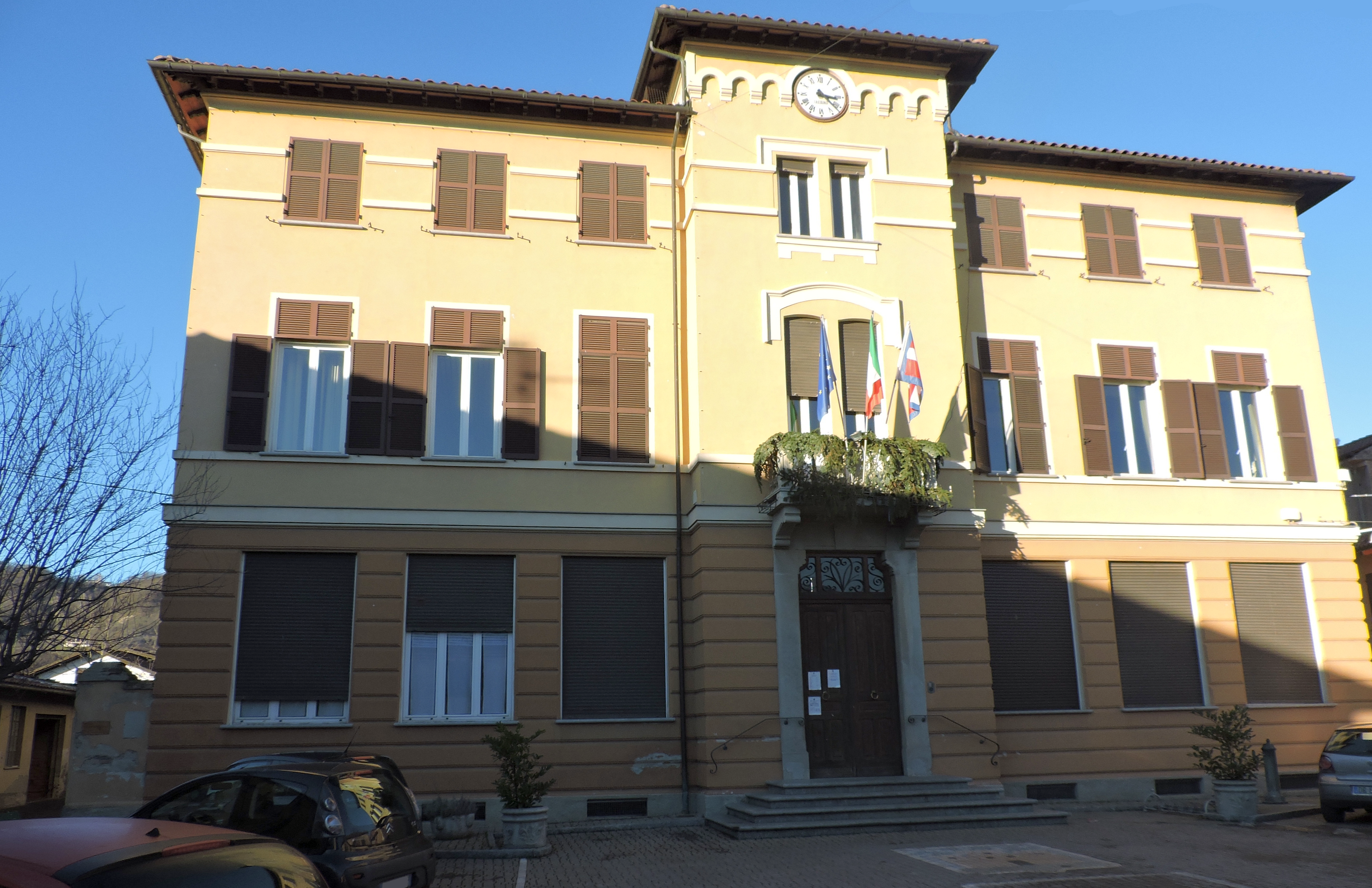
Das Rathaus
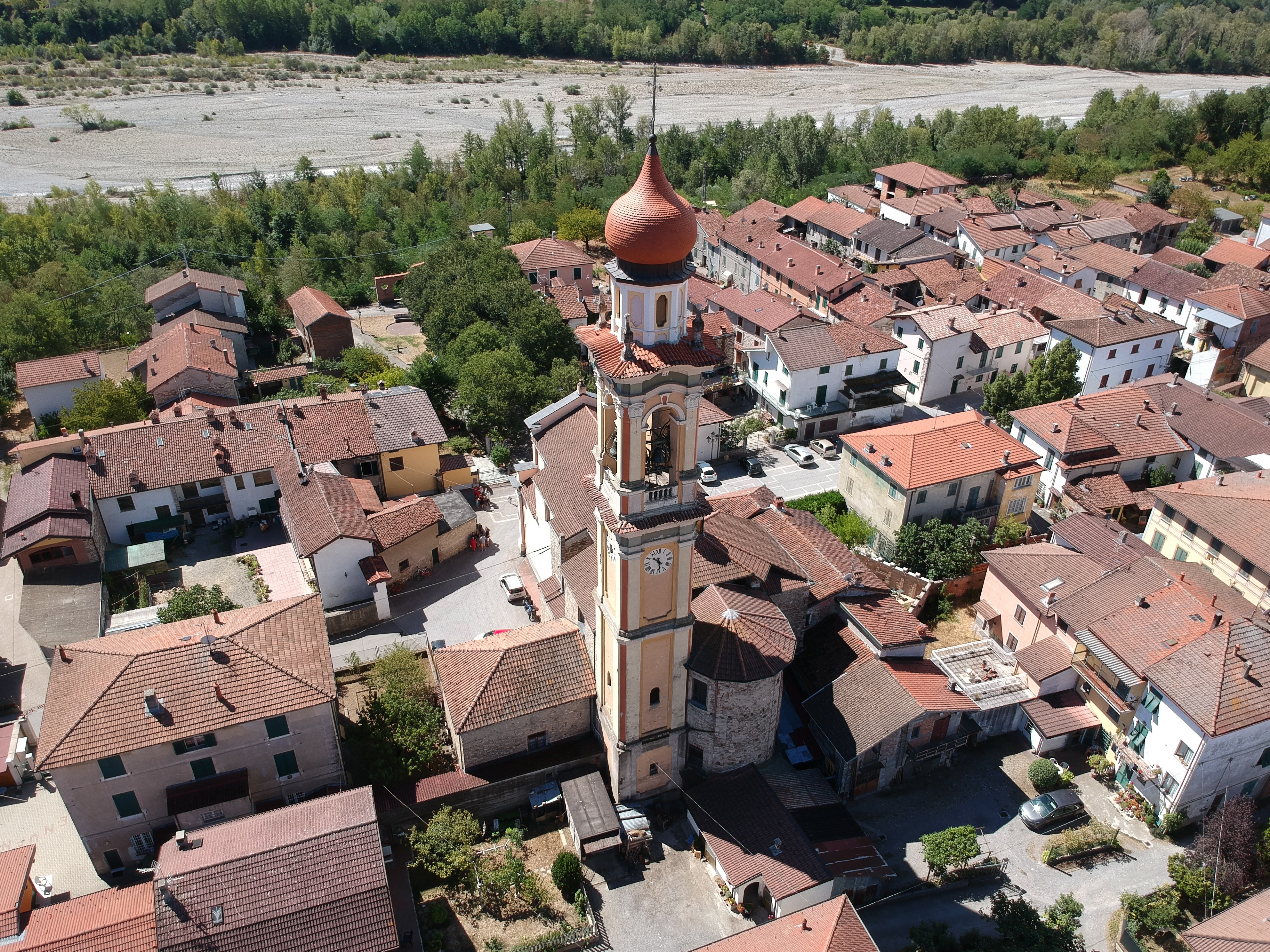
Borghetto aus der Vogelperspektive

## Partnergemeinde
- Loreggia, seit 2001